# Jimmy Archey
Jimmy Archey (Norfolk, 12 oktober 1902 - Amityville, 16 november 1967) was een Amerikaanse jazz-trombonist, die dixieland en swing speelde.
Archey begon al op dertienjarige leeftijd als professioneel muzikant te spelen en studeerde van 1915 tot 1919 aan Hampton Institute. Hij speelde een tijd in Atlantic City en trok in 1923 naar New York, waar hij in 1927 bij Edgar Hayes speelde. Vanaf 1929 werkte hij in de band van King Oliver (met wie hij vanaf 1930 ook opnam) en vanaf 1931 tot 1937 in het orkest van Luis Russell, ook toen het vanaf 1935 de begeleidingsgroep van Louis Armstrong werd. Daarna volgde werk bij Willy Bryant (1938-1939) en Benny Carter (1939-1942). Rond deze tijd speelde hij ook met Coleman Hawkins, Cab Calloway en Ella Fitzgerald. In 1944-1945 was hij actief bij Claude Hopkins en van 1946 tot 1948 bij Noble Sissle. Ook speelde hij in die jaren regelmatig in het radioprogramma This is Jazz. In 1948 speelde hij met Mezz Mezzro in Frankrijk en daarna in de dixieland-band van Bob Wilber, die hij in 1950 overnam en enkele jaren leiding gaf. Vanaf 1952 trad hij met een eigen sextet op in Europa en rond 1954 werkte hij weer met Mezzrow. Van 1955 tot 1962 werkte hij in de band van pianist Earl Hines. Daarna was hij als freelancer actief in allerlei dixieland-formaties.
Archey heeft tijdens zijn leven weinig opgenomen als leider. Na zijn dood zijn echter verschillende (radio)-opnames op plaat verschenen. Hij heeft in zijn carrière met veel musici opgenomen, zoals  met James P. Johnson, Sidney Bechet, Alberta Hunter, Fats Waller, Maxine Sullivan, Henry "Red" Allen, Leadbelly, Wild Bill Davison, Tony Parenti (1947) en de Britse muzikant Keith Smnith (1965, 1966).

## Discografie
- Dr. Jazz Series, volume 4 (opnames 1952), Storyville, 1993
- Dr. Jazz Series, volume 13 (opnames 1952). Storyville, 1997
- Classic Jazz at Saint Germain des Pres (met Albert Nicholas), Sunny Side, 2001
- Reunion (opnames 1967), GHB Records,1994
- At the Emporium of Jazz (live-opnames 1967), GHB, 2002
- Little Giant of the Trombone (met boek), Jazzology, 2000